# Nicolas Gilles
Nicolas Franz Gilles, auch Nikola Gilles (* 8. Oktober 1870 in Gladbach; † 1939 in Wiesbaden), war ein deutscher Aquarellmaler, Illustrator und Karikaturist.

## Leben
Gilles wurde als Sohn des Lehrers Johann Joseph Gilles und dessen Ehefrau Barbara geb. Marx im niederrheinischen Gladbach geboren. Er studierte von 1886 bis 1888/1889 an der Kunstakademie Düsseldorf unter Heinrich Lauenstein und Hugo Crola Malerei. Ab dem 15. Oktober 1889 war er Student der Königlichen Akademie der Bildenden Künste München, anschließend bis 1891 Schüler der Académie Julian in Paris. Im Sommer 1895 weilte er in Rom.
1913 beschickte er die Dresdner Aquarellausstellung und die Frühjahrsausstellung der Münchener Secession mit 18 Aquarellen, die weibliche Akte, Damenbildnisse und weibliche Genremotive darstellten.
Nachdem Gilles 1915 für felddiensttauglich befunden worden war, nahm er von etwa 1916 bis 1919 als Soldat am Ersten Weltkrieg teil. Gilles lebte danach wieder in München und war Mitarbeiter der illustrierten Wochenschrift Jugend. Dort war er von 1913 bis 1922 mit 33 Beiträgen vertreten. Auch für die Münchner Satirezeitschrift Simplicissimus lieferte er einen Beitrag.
Am 15. September 1940 fand im Kunsthaus Wilhelm Ettle in Frankfurt am Main eine Gedächtnisausstellung für Nicolas Gilles statt.